# Cao Tân (tướng)
Cao Tân (tiếng Trung: 高津; sinh tháng 4 năm 1959) là Thượng tướng Quân đội Giải phóng Nhân dân Trung Quốc (PLA). Ông là Ủy viên Ủy ban Trung ương Đảng Cộng sản Trung Quốc khóa XIX, từng là Bộ trưởng Bộ Bảo đảm Hậu cần Quân ủy Trung ương. Ông từng là Tư lệnh Lực lượng Chi viện chiến lược Quân Giải phóng Nhân dân Trung Quốc. Trước đó, ông là Viện trưởng Viện Hàn lâm Khoa học Quân sự Trung Quốc và Tham mưu trưởng Quân đoàn Pháo binh 2.

## Thân thế và binh nghiệp
Cao Tân sinh tháng 4 năm 1959 ở Tĩnh Giang, tỉnh Giang Tô. Ông nhập ngũ năm 1978.
Năm 1985, Cao Tân nhập học tại Học viện Chỉ huy Quân đoàn Pháo binh 2 và tốt nghiệp với bằng thạc sĩ về kỹ thuật. Ông từng đảm nhiệm chức vụ Tư lệnh Căn cứ 52 Nhị pháo, Quân đoàn Pháo binh 2. Tháng 7 năm 2006, phong quân hàm Thiếu tướng.
Tháng 12 năm 2011, Cao Tân được điều động làm Tham mưu trưởng Quân đoàn Pháo binh 2. Tháng 11 năm 2012, tại Đại hội Đảng Cộng sản Trung Quốc lần thứ 18, Cao Tân được bầu làm Ủy viên Dự khuyết Ban Chấp hành Trung ương Đảng Cộng sản Trung Quốc khóa XVIII.
Tháng 8 năm 2013, Cao Tân được thăng quân hàm Trung tướng. Tháng 7 năm 2014, Cao Tân được bổ nhiệm làm Trợ lý Tổng Tham mưu trưởng Quân Giải phóng Nhân dân Trung Quốc (PLA).
Ngày 22 tháng 12 năm 2014, Cao Tân được điều động giữ chức Viện trưởng Viện Hàn lâm Khoa học Quân sự Trung Quốc.
Ngày 31 tháng 12 năm 2015, tại Đại lầu Bát Nhất, Chủ tịch Quân ủy Trung ương Tập Cận Bình đã tuyên bố thành lập 3 quân chủng mới, là Quân chủng Lục quân, Quân chủng Tên lửa, Quân chủng Chi viện chiến lược. Cao Tân được chỉ định giữ chức Tư lệnh Quân chủng Chi viện Chiến lược Quân Giải phóng Nhân dân Trung Quốc.
Ngày 28 tháng 7 năm 2017, Cao Tân thụ phong quân hàm Thượng tướng. Ngày 24 tháng 10 năm 2017, tại Đại hội Đảng Cộng sản Trung Quốc lần thứ XIX, Cao Tân được bầu làm Ủy viên Ban Chấp hành Trung ương Đảng Cộng sản Trung Quốc khóa XIX.
Tháng 8 năm 2019, ông được bổ nhiệm làm Bộ trưởng Bộ Bảo đảm Hậu cần Quân ủy Trung ương thay Thượng tướng Tống Phổ Tuyển